# Sułtanbaj Rachmanow
Sułtanbaj Saburowycz Rachmanow (ukr. Султанбай Сабурович Рахманов; ur. 6 lipca 1950 w Toʻrtkoʻlu, zm. 5 maja 2003 w Dnieprze) – ukraiński sztangista reprezentujący Związek Socjalistycznych Republik Radzieckich, złoty medalista olimpijski (1980), dwukrotny mistrz świata (1979, 1980) oraz mistrz Europy (1980) w podnoszeniu ciężarów, w wadze superciężkiej.

## Osiągnięcia

### Letnie igrzyska olimpijskie
- Moskwa 1980 –  złoty medal (waga superciężka)

### Mistrzostwa świata
- Gettysburg 1978 –  srebrny medal (waga superciężka)
- Moskwa 1980 –  złoty medal (waga superciężka) – mistrzostwa rozegrano w ramach zawodów olimpijskich
- Saloniki 1979 –  złoty medal (waga superciężka)

### Mistrzostwa Europy
- Belgrad 1980 –  złoty medal (waga superciężka)

### Mistrzostwa Związku Radzieckiego
- 1976 –  brązowy medal (waga superciężka)
- 1978 –  złoty medal (waga superciężka)
- 1979 –  złoty medal (waga superciężka)
- 1981 –  złoty medal (waga superciężka)

### Letnia Spartakiada Narodów ZSRR
- 1979 –  złoty medal (waga superciężka)

### Rekordy świata
- Kijów 25.04.1978 – 200,5 kg w rwaniu  (waga superciężka)
- Donieck 17.05.1981 – 201 kg w rwaniu  (waga superciężka)